# 廷臣

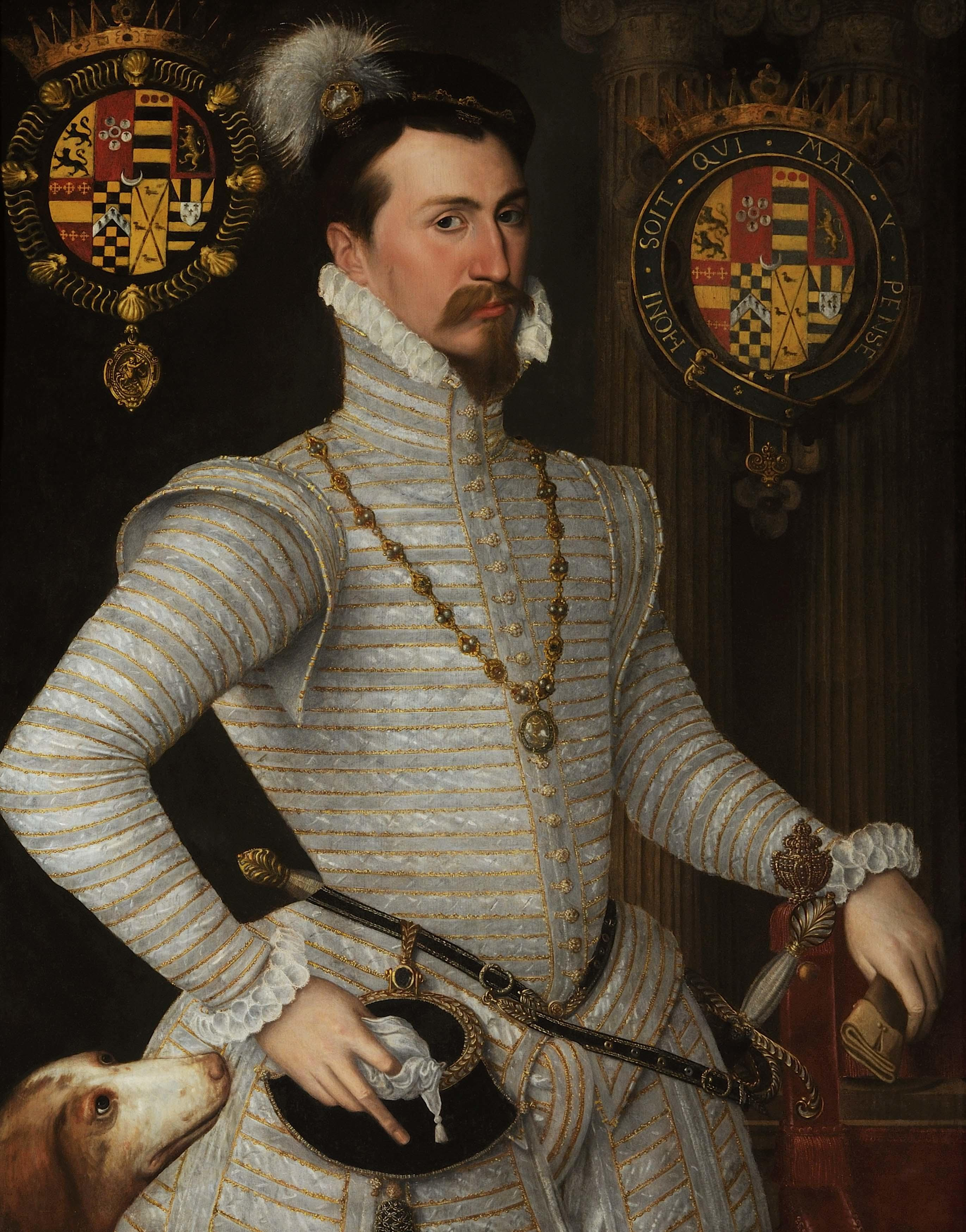
ロバート・ダドリー (初代レスター伯)

廷臣（ていしん、英: courtier [ˈkɔːrtiər]）とは、朝廷に仕える臣下。または、頻繁に宮廷に列している人物。本項では主に後者の意味で用いる。
歴史的に見れば、最初期の廷臣とは、支配者の従者の一部であった。かつて宮廷は君主の住居であると同時に政府の中心でもあり、社会的および政治的生活が分別されずに完全に混ざり合っていたこともしばしばあった。

## 説明

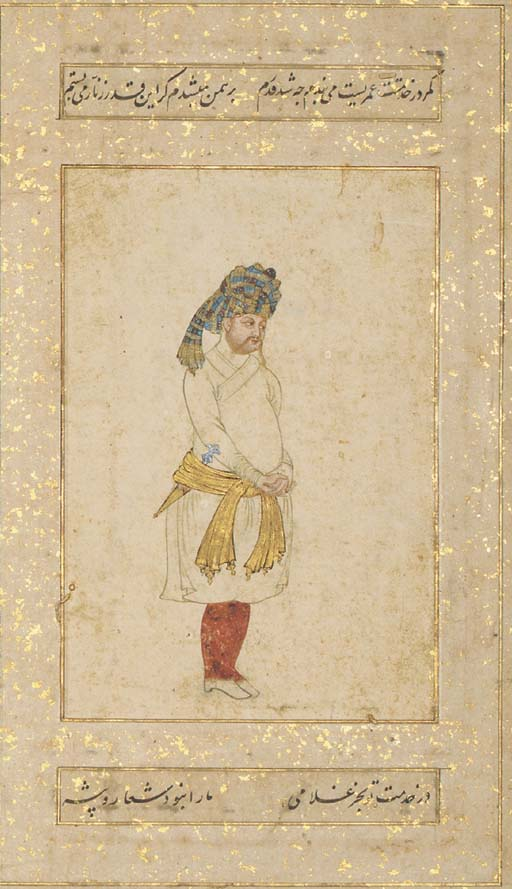
ペルシア人の廷臣の肖像

君主は重要な貴族が宮廷で彼らの一年の多くを費やすようになることを強く望んでいた。廷臣には聖職者、兵士、書記官、秘書、代理人、御用商人といった、宮廷で働いている人間も含まれていたため、すべての廷臣が貴族だったわけではなかった。東洋の場合と同じく、宮廷での役職を得た者はすべて廷臣と呼ばれる可能性があるが、すべての廷臣が宮廷で役職に就いていたわけではない。宮廷の役職を持たない君主の個人的なお気に入りは、カマリラと呼ばれることもあり、廷臣と見なされていた。古代や中世では最初はそれほど厳格でなかった身分制は次第に進み、宮廷では庶民とそれ以外の身分の者との差ははっきりしたものになっていった。そんな中でボンタンは庶民の出でありながらルイ14世の第一侍従となり貴族制の中で確固とした地位を築いた。廷臣にとって最重要なのは情報とアクセスであり、大規模な宮廷はそれが多数の段階に分かれていた。このため、宮廷で出世街道を歩んだとしても、実際には、君主との直接の接触がないことも多かった。

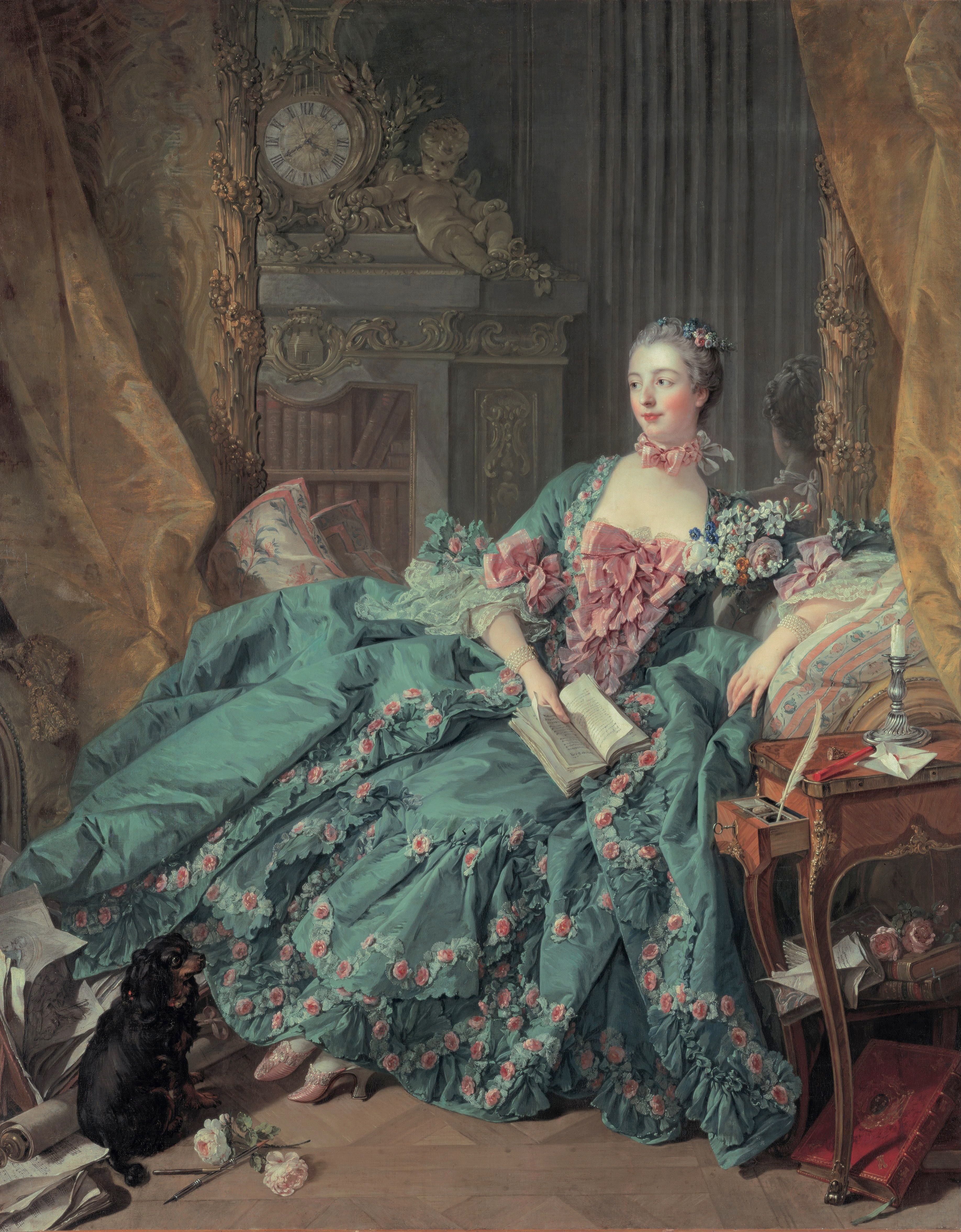
ポンパドゥール夫人

最も大きく、かつ、最も有名なヨーロッパの宮廷は盛時のヴェルサイユ宮殿のものだが、北京の紫禁城で営まれたそれはさらに大規模でさらに国民生活からかけ離れたものだった。このような特徴は、インドの諸君主、イスタンブールのトプカプ宮殿、古代ローマ、コンスタンティノープル、バグダードやカイロのカリフを含む、非常に強大な君主の宮廷でも同じように見られる。
中世初期のヨーロッパの宮廷は、君主が巡行するため、頻繁に場所を移した。これは特に初期のフランス宮廷に当てはまった。ヨーロッパの貴族は一般的に独立した権力を持っており、18世紀頃まで君主の権力が弱かったため、ヨーロッパの宮廷生活はより複雑になった。

## 歴史
最初期の廷臣とは、単なる支配者の側近や従者の集まりを超えた、「宮廷」と定義可能な存在の出現と時を同じくする。アッカド帝国の宮廷はおそらく最初期の廷臣が存在した場所の1つであり、その後の数千年間宮廷に存在することになる酌人（en:Cup-bearer）ような官職の存在がその証拠である。一般的な廷臣という概念に近い初期の用語としては、新アッシリア王国のシャーリシとマッツァズパーニ（ša rēsi とmazzāz pāni）があった。古代エジプトでは、「上級の家令」または「家の大監督」と翻訳される称号(英語：High steward、エジプト語：imi-r pr wr)がある 。
メディア王国やアケメネス朝などの新アッシリア帝国の宮廷の影響を受けた宮廷には、多数の廷臣がいた 。アケメネス朝ペルシアに侵攻した後、アレクサンドロス大王は高度な宮廷制度をマケドニア王国に持ち込み、ヘレニズム時代のギリシア世界にそれは受け継がれた。
コンスタンティノープルで営まれた東ローマ帝国の宮廷（en:Byzantine bureaucracy and aristocracy）は、最終的には少なくとも千人の廷臣が含まれるほどになった。この宮廷制度は、バルカン半島諸国、オスマン帝国、ロシアなどの他の宮廷にも影響した。政治用語としての「ビザンチン風」en:Byzantinismという言葉は、後世（19世紀）に複雑な宮廷の権謀術数を（ネガティブな意味で）イメージした造語である。

## 著名な廷臣

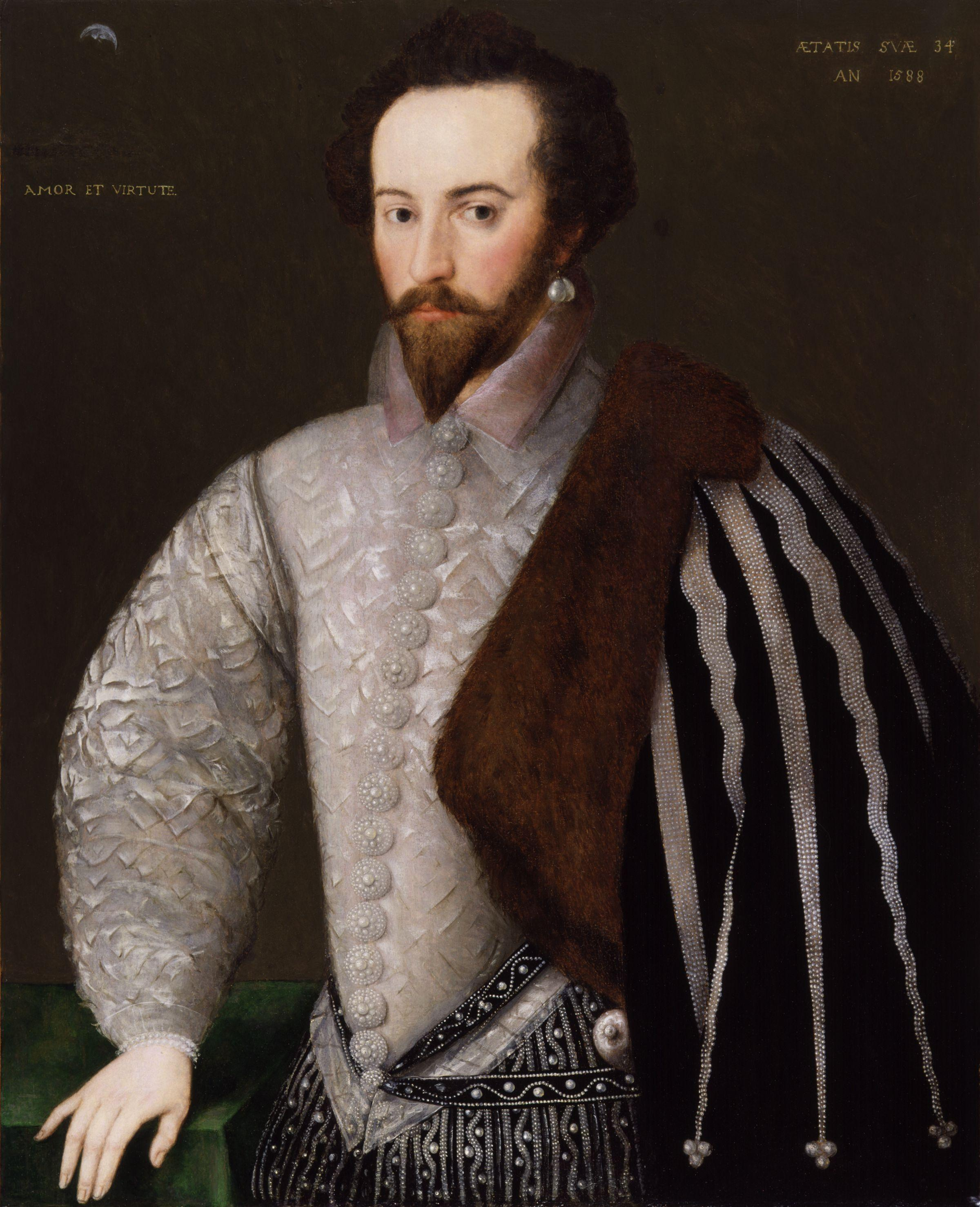
ウォルター・ローリー卿

- アン・ブーリン
- カリオストロ
- ジョン・ディー
- アン・ハンガーフォード（英語版）
- ランバル公妃マリー・ルイーズ
- リュイーヌ公シャルル・ダルベール（英語版）
- サン＝マール侯爵アンリ・コワフィエ・ド・リュゼ
- サン＝シモン公ルイ・ド・ルヴロワ（英語版）
- サンジェルマン伯爵
- ルイ＝ルネ＝エドゥアール・ド・ロアン＝ゲメネー
- ジャアファル
- ポンパドゥール夫人
- ペトロニウス
- ウォルター・ローリー
- ジェームズ・スキューダモア（英語版）
- 魏忠賢

## 文学では
現代文学では、廷臣はしばしば不誠実で、お世辞と陰謀に熟練し、野心的で国益を尊重していないと描写されている。より前向きな表現としては、礼儀正しさと芸術の発展において宮廷のメンバーが果たした役割が含まれる。
フィクションの廷臣の例：
- ウィリアム・シェイクスピアのハムレットのローゼンクランツとギルデンスターン
- アーサー王伝説のランスロット卿
- J・R・R・トールキンの指輪物語の蛇の舌グリマ
- フランク・ハーバートのデューンのフェンリング伯爵とガイウス・ヘレン・モヒアム
- ジョージ・R・R・マーティンの氷と炎の歌のピーター・ベイリッシュ
- J・K・ローリングのハリーポッターのニコラス・ド・ミムジー・ポーピントン卿